# Tetragonia espinosae
Tetragonia espinosae là một loài thực vật có hoa trong họ Phiên hạnh. Loài này được Muñoz miêu tả khoa học đầu tiên năm 1939.